# 常懿麟
常懿麟，山西凤台人，清朝政治人物。
贡士出身。道光二十八年（1850年）至咸丰元年（1851年），擔任利川知县。